# Ниерги
Ниерги (фр. Niergui) — деревня и супрефектура в Чаде, расположенная на территории региона Гера. Входит в состав департамента Гера.

## Географическое положение
Деревня находится на юге центральной части Чада, к западу от заповедника Абу-Тельфан, на высоте 573 метров над уровнем моря.
Населённый пункт расположен на расстоянии приблизительно 399 километров к востоку от столицы страны Нджамены.

## Население
По данным официальной переписи 2009 года численность населения Ниерги составляла 50 855 человек (25 009 мужчин и 25 846 женщин). Население супрефектуры по возрастному диапазону распределилось следующим образом: 50,9 % — жители младше 15 лет, 44,1 % — между 15 и 59 годами и 5 % — в возрасте 60 лет и старше.

## Транспорт
Ближайший аэропорт расположен в городе Монго.